# Holopsamma ramosa
Holopsamma ramosa är en svampdjursart som först beskrevs av Hallmann 1912.  Holopsamma ramosa ingår i släktet Holopsamma och familjen Microcionidae. Inga underarter finns listade i Catalogue of Life.